# Maria Louise van Hessen-Kassel

Maria Louise van Hessen-Kassel door Lancelot Volders

Maria Louise van Hessen-Kassel (Kassel, 7 februari 1688 — Leeuwarden, 9 april 1765), bijgenaamd Marijke Meu of Maaike Meu, was de moeder van stadhouder Willem IV en in die hoedanigheid van 1711 tot 1731 regentes voor hem. Tevens was zij van 1759 tot 1765 regentes voor haar minderjarige kleinzoon stadhouder Willem V. Voor veel regerende vorsten van Europa geldt dat Maria-Louise, evenals haar jong gestorven echtgenoot, tot hun voorouders behoort.

## Jeugd
Maria Louise werd geboren in Kassel als dochter van Karel Lodewijk van Hessen-Kassel en Maria Anna van Koerland. Haar beide ouders stamden af van Louise Juliana van Nassau, de oudste dochter van Willem van Oranje en Charlotte van Bourbon. Zij kwam uit een gezin van veertien kinderen, tien broers en vier zusters. Ze werd streng opgevoed.

## Huwelijk
Na diverse ontmoetingen met Johan Willem Friso van Nassau-Dietz besloot het paar te trouwen. Naar het schijnt was het bij de eerste ontmoeting al echte liefde. Johan Willem Friso reisde in 1709 naar Kassel om er zijn glorieuze intocht te doen. Maar hij had pech, midden in de stad brak een wiel van zijn wagen, zodat hij niet vol pracht en praal bij zijn bruid kon voorrijden, maar te voet het paleis moest bereiken. Op 26 april 1709 vond te Kassel het huwelijk plaats.
Het paar ging wonen in het Stadhouderlijk Hof in Leeuwarden. Haar echtgenoot was niet veel thuis doordat deze wegens oorlog op het slagveld moest verblijven.
Op 14 juli 1711 kwam haar echtgenoot aan bij Moerdijk. Hij wilde oversteken naar Den Haag om daar de erfenis van zijn verre neef, koning-stadhouder Willem III te regelen. Echter, aan de overkant van het Hollandsch Diep, bij Strijensas, sloeg de boot om door een rukwind in het zeil en Johan Willem Friso verdronk. 
Uit dit huwelijk werden twee kinderen geboren:
- Anna Charlotte Amalie (1710-1777), gehuwd met Frederik van Baden-Durlach (1703-1732). Anna Charlotte werd later krankzinnig.
- Willem IV Karel Hendrik Friso (1711-1751), gehuwd met Anna van Hannover (1709-1759). Willem IV werd na het overlijden van zijn vader geboren.

## Regentes (1711-1731)

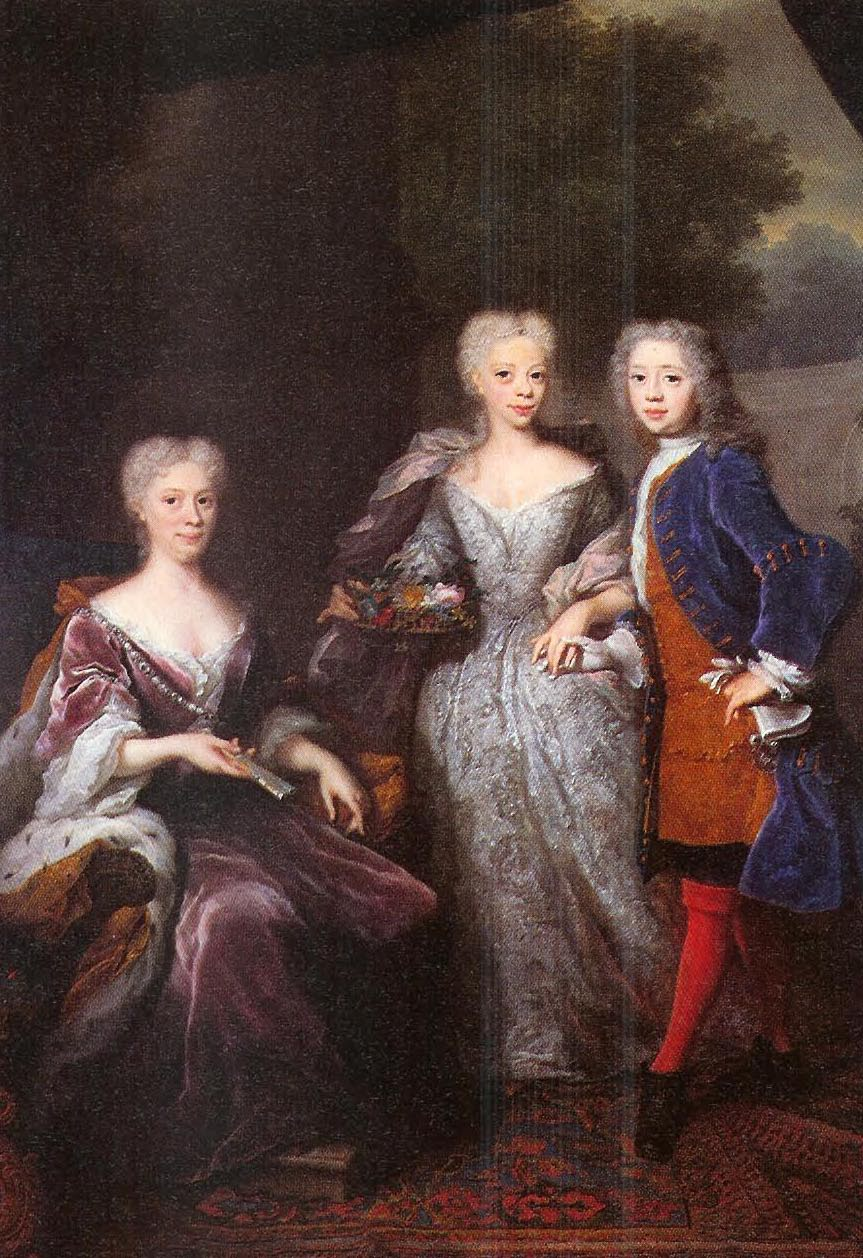
Maria Louise met haar twee kinderen omstreeks 1725

Willem  Karel Hendrik Friso werd achtenveertig dagen na het overlijden van haar echtgenoot geboren.
Maria Louise nam tijdens de minderjarigheid van haar zoon het stadhouderschap van Friesland, Groningen en Drenthe waar als regentes. Ze richtte alles op de juiste opvoeding van haar kinderen, en in het bijzonder dat van haar zoon. Ze resideerde afwisselend te Leeuwarden en Groningen en paleis Soestdijk. Tijdens haar regentschap doet ze tevens verschillende aankopen; de ambachtsheerlijkheden van Soet en Birkt, van Baarn en Ter Eem komen bij de domeingronden. Bijgebouwen krijgen een andere bestemming, en de stallen worden verhuisd. Tevens liet zij in 1730 in Leeuwarden voor zichzelf het buitenverblijf Marienburg bouwen.

## Middelbare leeftijd
In 1731 zat haar taak als regentes er op. Ze ging het Princessehof in de Leeuwarder Grote Kerkstraat bewonen, het hof was in 1731 aangekocht. Maria Louise had een belangrijke porseleincollectie. Sinds 1917 is in het Princessehof het nationaal keramiekmuseum gevestigd.
In de jaren hierna vereenzaamde ze. Haar zoon had het druk, en bovendien was hij vaak in het verre Den Haag. Reizen naar Den Haag werden haar te vermoeiend om vaak te doen. Daarnaast kon zij bijzonder slecht overweg met haar schoondochter Anna van Hannover. Toen in 1747 Willem IV van Oranje-Nassau ook stadhouder van de andere gewesten van de Republiek werd verbleef hij permanent in Den Haag.

## Regentes (1759-1765)
In oktober 1750 bezocht zij voor het laatst haar zoon op Paleis Het Loo. Het jaar daarop overleed haar zoon. Schoondochter Anna van Hannover overleed in 1759, waardoor haar kleinkinderen Carolina en de erfstadhouder Willem V als minderjarige wezen achterbleven. De ruim 70-jarige Maria Louise nam het regentschap over van haar schoondochter.
Haar gezondheid was in deze jaren al lange tijd zwak. Zij moest tijdens dit tweede regentschap samenwerken met de hertog van Brunswijk, die als voogd over haar kleinkinderen was aangesteld. Meermaals reisde zij van Leeuwarden naar Den Haag om op te komen voor de belangen van haar nageslacht. Een lichte beroerte deed haar de macht over de rechterhand verliezen.
Op Palmpasen 1765 was ze nog aanwezig in de Grote Kerk van Leeuwarden, waarna ze bij het verlaten van de kerk zo veel mogelijk kerkgangers nadrukkelijk goedendag knikte. Op paaszaterdag werd de oude Maria Louise ziek. Ze wilde niet hebben dat haar ziekte uitlekte, aangezien dan Pasen voor de mensen bedorven zou zijn. Op tweede paasdag, 9 april 1765 overleed zij, 77 jaar oud. Enkele weken later werd ze bijgezet in de bovengrondse kapel van de grafkelder van de Friese Nassaus in dezelfde kerk, 54 jaar nadat haar echtgenoot was overleden.

## Marijke Meu
Door haar aardige karakter werd ze in Friesland heel populair. De bevolking gaf haar de koosnaam Maaike muoike (Muoike is het Friese woord voor tante). Deze bijnaam leeft nu nog steeds voort. Het verhaal gaat dat ze in haar draagkoetsje vaak door de straten van Leeuwarden ging, en dan suikergoed naar de joelende straatjeugd wierp.

## Kwartierstaat
| Willem V van Hessen-Kassel (1602-1637) | Willem V van Hessen-Kassel (1602-1637) | Willem V van Hessen-Kassel (1602-1637) | Willem V van Hessen-Kassel (1602-1637) | Willem V van Hessen-Kassel (1602-1637)  | Willem V van Hessen-Kassel (1602-1637)  | Amalia Elisabeth van Hanau-Münzenberg (1602-1651) | Amalia Elisabeth van Hanau-Münzenberg (1602-1651) | Amalia Elisabeth van Hanau-Münzenberg (1602-1651) | Amalia Elisabeth van Hanau-Münzenberg (1602-1651) | Amalia Elisabeth van Hanau-Münzenberg (1602-1651) | Amalia Elisabeth van Hanau-Münzenberg (1602-1651) |                                                |                                                | Georg Willem van Brandenburg (1595-1640) | Georg Willem van Brandenburg (1595-1640) | Georg Willem van Brandenburg (1595-1640)  | Georg Willem van Brandenburg (1595-1640)  | Georg Willem van Brandenburg (1595-1640)  | Georg Willem van Brandenburg (1595-1640)  | Elisabeth Charlotte van de Palts (1597-1660) | Elisabeth Charlotte van de Palts (1597-1660) | Elisabeth Charlotte van de Palts (1597-1660) | Elisabeth Charlotte van de Palts (1597-1660) | Elisabeth Charlotte van de Palts (1597-1660) | Elisabeth Charlotte van de Palts (1597-1660) |                                            |                                            | Willem Kettler (1574-1640)                 | Willem Kettler (1574-1640)                 | Willem Kettler (1574-1640) | Willem Kettler (1574-1640) | Willem Kettler (1574-1640)                | Willem Kettler (1574-1640)                | Sophie van Pruisen (1582-1610)            | Sophie van Pruisen (1582-1610)            | Sophie van Pruisen (1582-1610)            | Sophie van Pruisen (1582-1610)            | Sophie van Pruisen (1582-1610)      | Sophie van Pruisen (1582-1610)      |                                      |                                      | Georg Willem van Brandenburg (1595-1640) | Georg Willem van Brandenburg (1595-1640) | Georg Willem van Brandenburg (1595-1640)     | Georg Willem van Brandenburg (1595-1640)     | Georg Willem van Brandenburg (1595-1640)     | Georg Willem van Brandenburg (1595-1640)     | Elisabeth Charlotte van de Palts (1597-1660) | Elisabeth Charlotte van de Palts (1597-1660) | Elisabeth Charlotte van de Palts (1597-1660) | Elisabeth Charlotte van de Palts (1597-1660) | Elisabeth Charlotte van de Palts (1597-1660) | Elisabeth Charlotte van de Palts (1597-1660) |  |  |  |  |  |  |  |  |  |  |  |  |  |  |  |  |  |  |  |  |  |  |  |  |  |  |  |  |  |  |  |  |  |  |  |  |  |  |  |  |  |  |  |  |  |  |  |  |
| Willem V van Hessen-Kassel (1602-1637) | Willem V van Hessen-Kassel (1602-1637) | Willem V van Hessen-Kassel (1602-1637) | Willem V van Hessen-Kassel (1602-1637) | Willem V van Hessen-Kassel (1602-1637)  | Willem V van Hessen-Kassel (1602-1637)  | Amalia Elisabeth van Hanau-Münzenberg (1602-1651) | Amalia Elisabeth van Hanau-Münzenberg (1602-1651) | Amalia Elisabeth van Hanau-Münzenberg (1602-1651) | Amalia Elisabeth van Hanau-Münzenberg (1602-1651) | Amalia Elisabeth van Hanau-Münzenberg (1602-1651) | Amalia Elisabeth van Hanau-Münzenberg (1602-1651) |                                                |                                                | Georg Willem van Brandenburg (1595-1640) | Georg Willem van Brandenburg (1595-1640) | Georg Willem van Brandenburg (1595-1640)  | Georg Willem van Brandenburg (1595-1640)  | Georg Willem van Brandenburg (1595-1640)  | Georg Willem van Brandenburg (1595-1640)  | Elisabeth Charlotte van de Palts (1597-1660) | Elisabeth Charlotte van de Palts (1597-1660) | Elisabeth Charlotte van de Palts (1597-1660) | Elisabeth Charlotte van de Palts (1597-1660) | Elisabeth Charlotte van de Palts (1597-1660) | Elisabeth Charlotte van de Palts (1597-1660) |                                            |                                            | Willem Kettler (1574-1640)                 | Willem Kettler (1574-1640)                 | Willem Kettler (1574-1640) | Willem Kettler (1574-1640) | Willem Kettler (1574-1640)                | Willem Kettler (1574-1640)                | Sophie van Pruisen (1582-1610)            | Sophie van Pruisen (1582-1610)            | Sophie van Pruisen (1582-1610)            | Sophie van Pruisen (1582-1610)            | Sophie van Pruisen (1582-1610)      | Sophie van Pruisen (1582-1610)      |                                      |                                      | Georg Willem van Brandenburg (1595-1640) | Georg Willem van Brandenburg (1595-1640) | Georg Willem van Brandenburg (1595-1640)     | Georg Willem van Brandenburg (1595-1640)     | Georg Willem van Brandenburg (1595-1640)     | Georg Willem van Brandenburg (1595-1640)     | Elisabeth Charlotte van de Palts (1597-1660) | Elisabeth Charlotte van de Palts (1597-1660) | Elisabeth Charlotte van de Palts (1597-1660) | Elisabeth Charlotte van de Palts (1597-1660) | Elisabeth Charlotte van de Palts (1597-1660) | Elisabeth Charlotte van de Palts (1597-1660) |  |  |  |  |  |  |  |  |  |  |  |  |  |  |  |  |  |  |  |  |  |  |  |  |  |  |  |  |  |  |  |  |  |  |  |  |  |  |  |  |  |  |  |  |  |  |  |  |
|                                        |                                        |                                        |                                        |                                         |                                         |                                                   |                                                   |                                                   |                                                   |                                                   |                                                   |                                                |                                                |                                          |                                          |                                           |                                           |                                           |                                           |                                              |                                              |                                              |                                              |                                              |                                              |                                            |                                            |                                            |                                            |                            |                            |                                           |                                           |                                           |                                           |                                           |                                           |                                     |                                     |                                      |                                      |                                          |                                          |                                              |                                              |                                              |                                              |                                              |                                              |                                              |                                              |                                              |                                              |  |  |  |  |  |  |  |  |  |  |  |  |  |  |  |  |  |  |  |  |  |  |  |  |  |  |  |  |  |  |  |  |  |  |  |  |  |  |  |  |  |  |  |  |  |  |  |  |
|                                        |                                        |                                        |                                        | Willem VI van Hessen-Kassel (1629-1663) | Willem VI van Hessen-Kassel (1629-1663) | Willem VI van Hessen-Kassel (1629-1663)           | Willem VI van Hessen-Kassel (1629-1663)           | Willem VI van Hessen-Kassel (1629-1663)           | Willem VI van Hessen-Kassel (1629-1663)           |                                                   |                                                   |                                                |                                                |                                          |                                          | Hedwig Sophie van Brandenburg (1623-1683) | Hedwig Sophie van Brandenburg (1623-1683) | Hedwig Sophie van Brandenburg (1623-1683) | Hedwig Sophie van Brandenburg (1623-1683) | Hedwig Sophie van Brandenburg (1623-1683)    | Hedwig Sophie van Brandenburg (1623-1683)    |                                              |                                              |                                              |                                              |                                            |                                            |                                            |                                            |                            |                            | Jacob Kettler (1610-1682)                 | Jacob Kettler (1610-1682)                 | Jacob Kettler (1610-1682)                 | Jacob Kettler (1610-1682)                 | Jacob Kettler (1610-1682)                 | Jacob Kettler (1610-1682)                 |                                     |                                     |                                      |                                      |                                          |                                          | Louise Charlotte van Brandenburg (1617-1676) | Louise Charlotte van Brandenburg (1617-1676) | Louise Charlotte van Brandenburg (1617-1676) | Louise Charlotte van Brandenburg (1617-1676) | Louise Charlotte van Brandenburg (1617-1676) | Louise Charlotte van Brandenburg (1617-1676) |                                              |                                              |                                              |                                              |  |  |  |  |  |  |  |  |  |  |  |  |  |  |  |  |  |  |  |  |  |  |  |  |  |  |  |  |  |  |  |  |  |  |  |  |  |  |  |  |  |  |  |  |  |  |  |  |
|                                        |                                        |                                        |                                        | Willem VI van Hessen-Kassel (1629-1663) | Willem VI van Hessen-Kassel (1629-1663) | Willem VI van Hessen-Kassel (1629-1663)           | Willem VI van Hessen-Kassel (1629-1663)           | Willem VI van Hessen-Kassel (1629-1663)           | Willem VI van Hessen-Kassel (1629-1663)           |                                                   |                                                   |                                                |                                                |                                          |                                          | Hedwig Sophie van Brandenburg (1623-1683) | Hedwig Sophie van Brandenburg (1623-1683) | Hedwig Sophie van Brandenburg (1623-1683) | Hedwig Sophie van Brandenburg (1623-1683) | Hedwig Sophie van Brandenburg (1623-1683)    | Hedwig Sophie van Brandenburg (1623-1683)    |                                              |                                              |                                              |                                              |                                            |                                            |                                            |                                            |                            |                            | Jacob Kettler (1610-1682)                 | Jacob Kettler (1610-1682)                 | Jacob Kettler (1610-1682)                 | Jacob Kettler (1610-1682)                 | Jacob Kettler (1610-1682)                 | Jacob Kettler (1610-1682)                 |                                     |                                     |                                      |                                      |                                          |                                          | Louise Charlotte van Brandenburg (1617-1676) | Louise Charlotte van Brandenburg (1617-1676) | Louise Charlotte van Brandenburg (1617-1676) | Louise Charlotte van Brandenburg (1617-1676) | Louise Charlotte van Brandenburg (1617-1676) | Louise Charlotte van Brandenburg (1617-1676) |                                              |                                              |                                              |                                              |  |  |  |  |  |  |  |  |  |  |  |  |  |  |  |  |  |  |  |  |  |  |  |  |  |  |  |  |  |  |  |  |  |  |  |  |  |  |  |  |  |  |  |  |  |  |  |  |
|                                        |                                        |                                        |                                        |                                         |                                         |                                                   |                                                   |                                                   |                                                   | Karel van Hessen-Kassel (1654-1730)               | Karel van Hessen-Kassel (1654-1730)               | Karel van Hessen-Kassel (1654-1730)            | Karel van Hessen-Kassel (1654-1730)            | Karel van Hessen-Kassel (1654-1730)      | Karel van Hessen-Kassel (1654-1730)      |                                           |                                           |                                           |                                           |                                              |                                              |                                              |                                              |                                              |                                              |                                            |                                            |                                            |                                            |                            |                            |                                           |                                           |                                           |                                           |                                           |                                           | Maria Anna van Koerland (1653–1711) | Maria Anna van Koerland (1653–1711) | Maria Anna van Koerland (1653–1711)  | Maria Anna van Koerland (1653–1711)  | Maria Anna van Koerland (1653–1711)      | Maria Anna van Koerland (1653–1711)      |                                              |                                              |                                              |                                              |                                              |                                              |                                              |                                              |                                              |                                              |  |  |  |  |  |  |  |  |  |  |  |  |  |  |  |  |  |  |  |  |  |  |  |  |  |  |  |  |  |  |  |  |  |  |  |  |  |  |  |  |  |  |  |  |  |  |  |  |
|                                        |                                        |                                        |                                        |                                         |                                         |                                                   |                                                   |                                                   |                                                   | Karel van Hessen-Kassel (1654-1730)               | Karel van Hessen-Kassel (1654-1730)               | Karel van Hessen-Kassel (1654-1730)            | Karel van Hessen-Kassel (1654-1730)            | Karel van Hessen-Kassel (1654-1730)      | Karel van Hessen-Kassel (1654-1730)      |                                           |                                           |                                           |                                           |                                              |                                              |                                              |                                              |                                              |                                              |                                            |                                            |                                            |                                            |                            |                            |                                           |                                           |                                           |                                           |                                           |                                           | Maria Anna van Koerland (1653–1711) | Maria Anna van Koerland (1653–1711) | Maria Anna van Koerland (1653–1711)  | Maria Anna van Koerland (1653–1711)  | Maria Anna van Koerland (1653–1711)      | Maria Anna van Koerland (1653–1711)      |                                              |                                              |                                              |                                              |                                              |                                              |                                              |                                              |                                              |                                              |  |  |  |  |  |  |  |  |  |  |  |  |  |  |  |  |  |  |  |  |  |  |  |  |  |  |  |  |  |  |  |  |  |  |  |  |  |  |  |  |  |  |  |  |  |  |  |  |
|                                        |                                        |                                        |                                        |                                         |                                         |                                                   |                                                   |                                                   |                                                   |                                                   |                                                   |                                                |                                                |                                          |                                          |                                           |                                           |                                           |                                           |                                              |                                              |                                              |                                              |                                              |                                              |                                            |                                            |                                            |                                            |                            |                            |                                           |                                           |                                           |                                           |                                           |                                           |                                     |                                     |                                      |                                      |                                          |                                          |                                              |                                              |                                              |                                              |                                              |                                              |                                              |                                              |                                              |                                              |  |  |  |  |  |  |  |  |  |  |  |  |  |  |  |  |  |  |  |  |  |  |  |  |  |  |  |  |  |  |  |  |  |  |  |  |  |  |  |  |  |  |  |  |  |  |  |  |
|                                        |                                        |                                        |                                        |                                         |                                         |                                                   |                                                   |                                                   |                                                   |                                                   |                                                   |                                                |                                                |                                          |                                          |                                           |                                           |                                           |                                           |                                              |                                              |                                              |                                              |                                              |                                              |                                            |                                            |                                            |                                            |                            |                            |                                           |                                           |                                           |                                           |                                           |                                           |                                     |                                     |                                      |                                      |                                          |                                          |                                              |                                              |                                              |                                              |                                              |                                              |                                              |                                              |                                              |                                              |  |  |  |  |  |  |  |  |  |  |  |  |  |  |  |  |  |  |  |  |  |  |  |  |  |  |  |  |  |  |  |  |  |  |  |  |  |  |  |  |  |  |  |  |  |  |  |  |
| Frederik I van Zweden (1676-1751)      | Frederik I van Zweden (1676-1751)      | Frederik I van Zweden (1676-1751)      | Frederik I van Zweden (1676-1751)      | Frederik I van Zweden (1676-1751)       | Frederik I van Zweden (1676-1751)       |                                                   |                                                   | Sophie Charlotte van Hessen-Kassel (1678–1749)    | Sophie Charlotte van Hessen-Kassel (1678–1749)    | Sophie Charlotte van Hessen-Kassel (1678–1749)    | Sophie Charlotte van Hessen-Kassel (1678–1749)    | Sophie Charlotte van Hessen-Kassel (1678–1749) | Sophie Charlotte van Hessen-Kassel (1678–1749) |                                          |                                          | Willem VIII van Hessen-Kassel (1682-1760) | Willem VIII van Hessen-Kassel (1682-1760) | Willem VIII van Hessen-Kassel (1682-1760) | Willem VIII van Hessen-Kassel (1682-1760) | Willem VIII van Hessen-Kassel (1682-1760)    | Willem VIII van Hessen-Kassel (1682-1760)    |                                              |                                              | Maria Louise van Hessen-Kassel (1688-1765)   | Maria Louise van Hessen-Kassel (1688-1765)   | Maria Louise van Hessen-Kassel (1688-1765) | Maria Louise van Hessen-Kassel (1688-1765) | Maria Louise van Hessen-Kassel (1688-1765) | Maria Louise van Hessen-Kassel (1688-1765) |                            |                            | Maximiliaan van Hessen-Kassel (1689-1753) | Maximiliaan van Hessen-Kassel (1689-1753) | Maximiliaan van Hessen-Kassel (1689-1753) | Maximiliaan van Hessen-Kassel (1689-1753) | Maximiliaan van Hessen-Kassel (1689-1753) | Maximiliaan van Hessen-Kassel (1689-1753) |                                     |                                     | George van Hessen-Kassel (1691–1755) | George van Hessen-Kassel (1691–1755) | George van Hessen-Kassel (1691–1755)     | George van Hessen-Kassel (1691–1755)     | George van Hessen-Kassel (1691–1755)         | George van Hessen-Kassel (1691–1755)         |                                              |                                              | ... + 2 zusters en 6 broers                  | ... + 2 zusters en 6 broers                  | ... + 2 zusters en 6 broers                  | ... + 2 zusters en 6 broers                  | ... + 2 zusters en 6 broers                  | ... + 2 zusters en 6 broers                  |  |  |  |  |  |  |  |  |  |  |  |  |  |  |  |  |  |  |  |  |  |  |  |  |  |  |  |  |  |  |  |  |  |  |  |  |  |  |  |  |  |  |  |  |  |  |  |  |